# Sento i pollici che prudono
Sento i pollici che prudono (titolo orig. By the Pricking of My Thumbs) è un romanzo poliziesco di Agatha Christie, pubblicato nel 1968. Protagonisti sono Tommy e Tuppence Beresford.
Il titolo del romanzo è tratto dall'Atto IV, Scena I del Macbeth di Shakespeare, quando la seconda strega afferma: 
(Dal pizzicore dei pollici avverto che sta giungendo qualcosa di malvagio.)

## Trama
Tommy Beresford in compagnia della moglie Tuppence si reca in visita alla zia Ada, ricoverata in una casa di riposo. Qui Tuppence conosce la signora Lancaster. Dopo poche settimane la zia Ada muore e la coppia si reca di nuovo alla casa di riposo per decidere cosa fare degli effetti personali della defunta. Nella sua stanza trovano un quadro che non avevano mai visto prima e che si scopre essere appartenuto alla signora Lancaster. Il villino che è raffigurato nel quadro sembra familiare a Tuppence. Scoprono inoltre che la signora Lancaster è stata portata in un'altra casa di riposo. I dubbi iniziano a frullare nella mente di Tuppence, che decide di iniziare ad investigare; il marito invece, credendo che la moglie stia fantasticando, resta a casa.

## Personaggi
- Tommy e Tuppence Beresford, coppia di ex spie in attesa di pensionamento
- zia Ada, vecchia zia di Tommy residente alla Sunny Hill Nursing Home
- Sig.ra Lancaster, residente alla Sunny Hill Nursing Home
- Miss Packard, direttrice della casa di cura
- signori Perry, residenti nella casa sul canale vicino a Sutton Chancellor
- parroco, della parrocchia di Sutton Chancellor
- Gertrude Nellie Bligh, residente a Sutton Chancellor
- Sig.ra Copleigh, una residente che affitta stanze
- Philip Starke, un anziano signore che vive da solo vicino alla canonica

## Adattamenti
- Due per un delitto (Mon petit doigt m'a dit), regia di Pascal Thomas, film con André Dussollier e Catherine Frot, Francia, 2005.
- Miss Marple, film per la TV, 2006. I protagonisti non sono Tommy e Tuppence, ma Tuppence e Miss Marple, interpretata da Geraldine McEwan.

## Edizioni italiane
- In due s'indaga meglio, traduzione di Moma Carones, Il Giallo Mondadori n.1107, Milano, Mondadori, 19 aprile 1970,  p. 145. - col titolo Sento i pollici che prudono, Postfazione di Alex R. Falzon, Collana Oscar n.1543 (Oscar Gialli n.98), Mondadori, 1982; Collana I Classici del Giallo Mondadori Oro n.2, agosto 2013.
- Sento i pollici che prudono, traduzione di Michele Piumini, Collana Oscar Gialli, Milano, Mondadori, 2014, pp. 294, ISBN 978-88-046-4140-7.